# Чекмарёв, Иван Гаврилович
Ива́н Гаври́лович Чекмарёв (1815—1887) — русский генерал, участник Кавказских походов, военный педагог и журналист.

## Биография
Родился 20 июня 1815 г., происходил из дворян Тамбовской губернии. Воспитывался в Школе гвардейских подпрапорщиков, числился с 1833 г. по 1835 г. в Лейб-гвардии Егерском полку, с 1835 года в Лейб-гвардии Гренадерском полку. 6 декабря 1836 г. Чекмарёв произведён был в прапорщики. С марта по сентябрь 1837 г. Чекмарёв, в чине подпоручика, был прикомандирован к Навагинскому пехотному полку отдельного Кавказского Корпуса, в рядах которого он находился в экспедиции для продолжения береговой укреплённой линии к восточному берегу Чёрного моря, от крепости Геленджика до устья реки Вуланы, участвуя в многочисленных перестрелках, и за отличие в делах против горцев пожалован орденом св. Анны 3-й степени с бантом. С 1847 г. по 1857 г. он состоял редактором учреждённого в июне 1847 г. и издаваемого с высочайшего соизволения журнала «Чтение для солдат». В первой книжке журнала помещён «Разговор полкового священника с рядовым Кирпичёвым о книжке „Чтение для солдат“», в которой редактор излагает свою программу, цель журнала — расширение кругозора солдата и нравственное развитие его путём доставления ему соответствующего материала для чтения. За составление первой книжки журнала Чекмарёв пожалован был бриллиантовым перстнем, а за вторую книжку ему объявлено Высочайшее благоволение. В 1851 г. он был, в чине подполковника, переведён в Дворянский полк, а в 1852 г. произведён в полковники. В ноябре 1857 г. Чекмарёв был назначен командиром 4-го резервного батальона Новоингерманландского пехотного полка, а в декабре 1858 г. начальником Киевского училища военного ведомства, преобразованного из Киевских батальонов военных кантонистов, каковую должность занимал без малого 6 лет. В сентябре 1864 г. он был назначен Киевским губернским воинским начальником и начальником Киевского военного госпиталя. Произведённый 4 апреля 1865 г. в генерал-майоры и пожалованный в 1869 г. орденом св. Станислава 1-й степени, Чекмарёв был 2 мая 1871 г. отчислен от занимаемых им должностей с зачислением по армейской пехоте и в запасные войска, а 22 июня 1874 г. произведён в генерал-лейтенанты с увольнением от службы. Умер 21 декабря 1887 г.